# Exomalopsis bruesi
Exomalopsis bruesi är en biart som beskrevs av Cockerell 1914. Exomalopsis bruesi ingår i släktet Exomalopsis och familjen långtungebin. Inga underarter finns listade i Catalogue of Life.